# ターボトレイン (フランス)

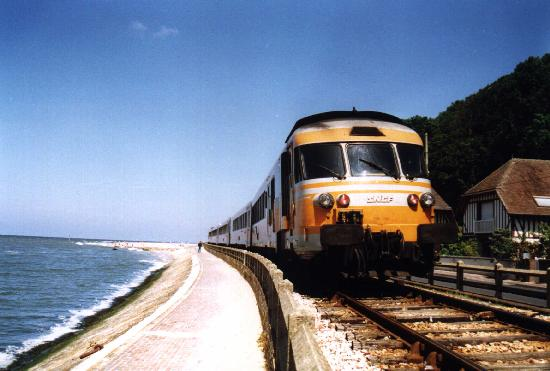
ウルガット (Houlgate) - ドーヴィル間を走るフランス国鉄のチュルボトラン

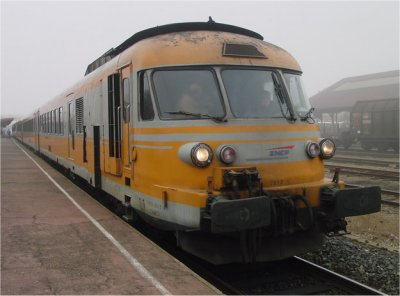
チュルボトラン(ロアンヌにて)

Turbotrain (チュルボトラン) はガスタービンエンジンを動力とするフランスの高速鉄道車両である。
1967年、都市間輸送を目的としてフランス国鉄(SNCF)が製造。以下の4型式が製造され、最終型は2005年まで運行された。最終型はその後のTGV開発の基礎となった。
- 実験車車両 TGS (Turbine à gaz spécial)は、1967年4月25日試験開始。1971年10月15日に時速252kmを記録した。

- 第1世代の ETG (Elément à Turbine à Gaz) は4両編成で座席数188を持ち、456馬力のディーゼルエンジンと1165馬力のガスタービンエンジン各1基を搭載していた。ディーゼルエンジンは発進と時速約30kmまでの加速用であった。1971年にパリ - カーン - シェルブール間で運行を開始した。
- 第2世代の RTG (Rame à Turbine à Gaz) は流体式変速機を備え、5両編成で座席数280席を持ち、44列車が製造された。820kWのガスタービンを2基備えたRTGは最高時速160kmで商業運行した。RTGは1973年にストラスブール - リヨン間とリヨン - ナント間、1975年にパリ - ドーヴィル - ディーヴ・カブール間で運行が開始された。RTGは6編成が試験車両として米アムトラック向けに製造され、ターボライナーとして使用された。

1973年から1979年のオイルショック以降、RTGは経済性の悪さが深刻になり、エンジンの交換など複数の案が検討されたがいずれも実現せず、1995年以降SNCFは徐々にRTG車両を路線から回収した。
1996年のパリ - カーン - シェールブール路線電化にともない、RTGはリヨン - ボルドーへと運行区間が変更となり、2005年まで走り続けた。RTGは引退となったが、現在1車両がSNCFのミュルーズ基地に稼働可能状態で保存されている。
- 実験車両 TGV 001 は1972年12月8日に時速318km (198 mph)を記録した。これはガスタービン型機関車の最高速度記録でもある。

## TGS (Turbine à gaz spécial) 試作車 - XR 8575 編成
1967年にSNCFは2輌のANF Industrie (Ateliers Construction du Nord de la France)製のX 4300型気動車をTurbotrain TGS (Turbine à gaz spécial)に改修した。新しいガスタービンはこの2輌の付随車に装備され、元のディーゼル動車は新しい運転席を備えたが元のディーゼル機関と変速機は外された。
1967年4月25日から試運転が開始された。TGSは1971年10月15日に252 km/h (157 mph)に到達した。

## クラス T 1000 ETG (Elément à Turbine à Gaz) 列車
これは第一世代の量産型チュルボトランである。これらのETG (Elément à Turbine à Gaz)列車は4輌編成で188座席で1基のディーゼルエンジンと1基のガスタービンエンジンを備えた。ガスタービンは(ヘリコプターのタービンから派生した)出力が820 kWのチュルボメカ製のテュルモ IIIF3 ガスタービンとフォイト製流体式変速機と1基の出力320 kWのSaurer SDHR ディーゼル機関を備えた。 これらの列車は160 km/h (99 mph)に到達した。 ETGは1971年にパリ-Caen-Cherbourgで運行開始した。合計14編成のこれらの4輌編成の車両が1969年から1972年にかけてANFで製造された。これらの列車は"長年にわたり"、リヨンのVenissieux 検車区で整備されたが1980年代にリヨン Vaise 部門へ移転した。グルノーブル線の電化により、クレルモン＝フェランとメスへ転出した。